# Jacques Noël (escrime)
Pour les articles homonymes, voir Jacques Noël et Noël (homonymie).
Jacques Noël (6 avril 1920 à Paris 10e - 7 octobre 2004 à Caen), est un escrimeur français. Membre de l'équipe de France de fleuret, il est champion olympique aux Jeux olympiques d'été de 1952.

## Palmarès

### Jeux olympiques
- Médaille d'or en épée par équipe aux Jeux olympiques d'été de 1952 aux côtés d'Adrien Rommel, Christian d'Oriola, Claude Netter, Jacques Lataste et Jéhan de Buhan.